# 1851 au Nouveau-Brunswick
Chronologie du Nouveau-Brunswick
- 1847
- 1848
- 1849
- 1850
- 1851
- 1852
- 1853
- 1854
- 1855

Cette page concerne des événements d'actualité qui se sont produits durant l'année 1851 dans la colonie du Nouveau-Brunswick.

## Événements
- Fondation du journal The Morning Freeman.
- Thomas Harding succède à Henri Chubb au poste du maire de Saint-Jean.
- 6 septembre : première émission de timbres néo-brunswickois.
- On accorde aux femmes mariées le droit de gérer leurs avoirs[1].

## Naissances
- 22 mai : Gilbert White Ganong, lieutenant-gouverneur du Nouveau-Brunswick.
- 5 septembre : George Frederick Baird, député.

## Décès
- 10 août : Robert Ferguson, homme d’affaires, juge, fonctionnaire et officier de milice.
- 29 août : William Dollard, prêtre.